# Médaille Felix-Klein
Ne doit pas être confondu avec Prix Felix-Klein.
La médaille Felix-Klein distingue tous les deux ans depuis 2003 un auteur de recherches sur l’enseignement des mathématiques. Elle est décernée par la Commission internationale de l'enseignement mathématique en l'honneur du mathématicien allemand Felix Klein qui fut son premier président, de 1908 à 1920.

## Lauréats
- 2003,  Guy Brousseau (France)[1]
- 2005, Ubiratàn D'Ambrosio (Brésil)
- 2007, Jeremy Kilpatrick (de) (États-Unis)[2]
- 2009, Gilah Leder (Australie)
- 2011, Alan H. Schoenfeld (de) (États-Unis)
- 2013, Michèle Artigue (France)
- 2015, Alan J. Bishop (de) (Grande-Bretagne et Australie)
- 2017, Deborah Loewenberg Ball (États-Unis)
- 2019, Tommy Dreyfus (de)[3]